# Молочай малый
Молоча́й ма́лый, или Молоча́й ничто́жный (лат. Euphórbia exígua) — однолетнее травянистое растение; вид рода Молочай (Euphorbia) семейства Молочайные (Euphorbiaceae).

## Ботаническое описание

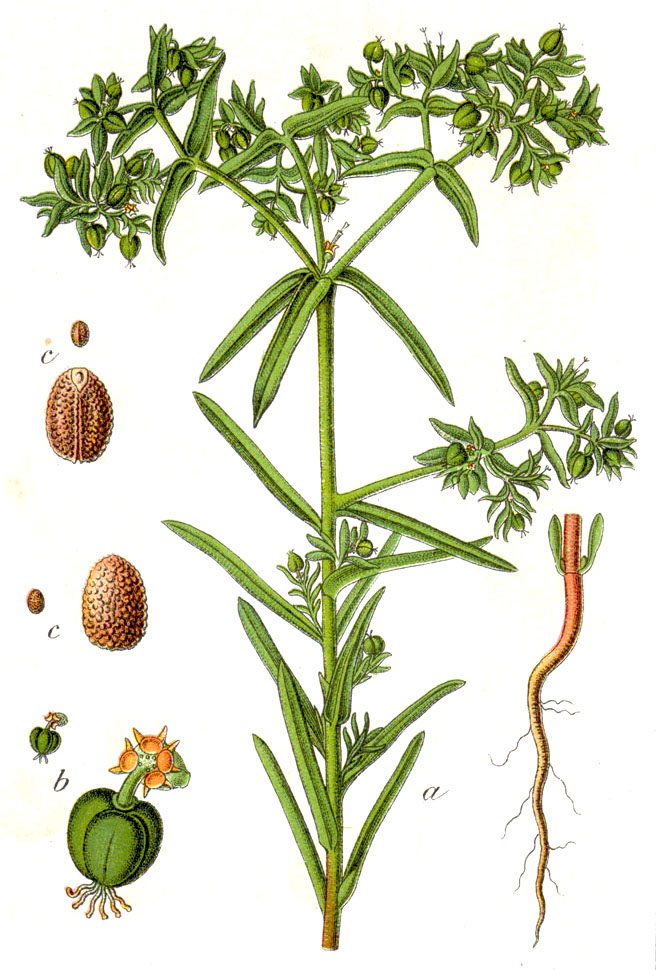

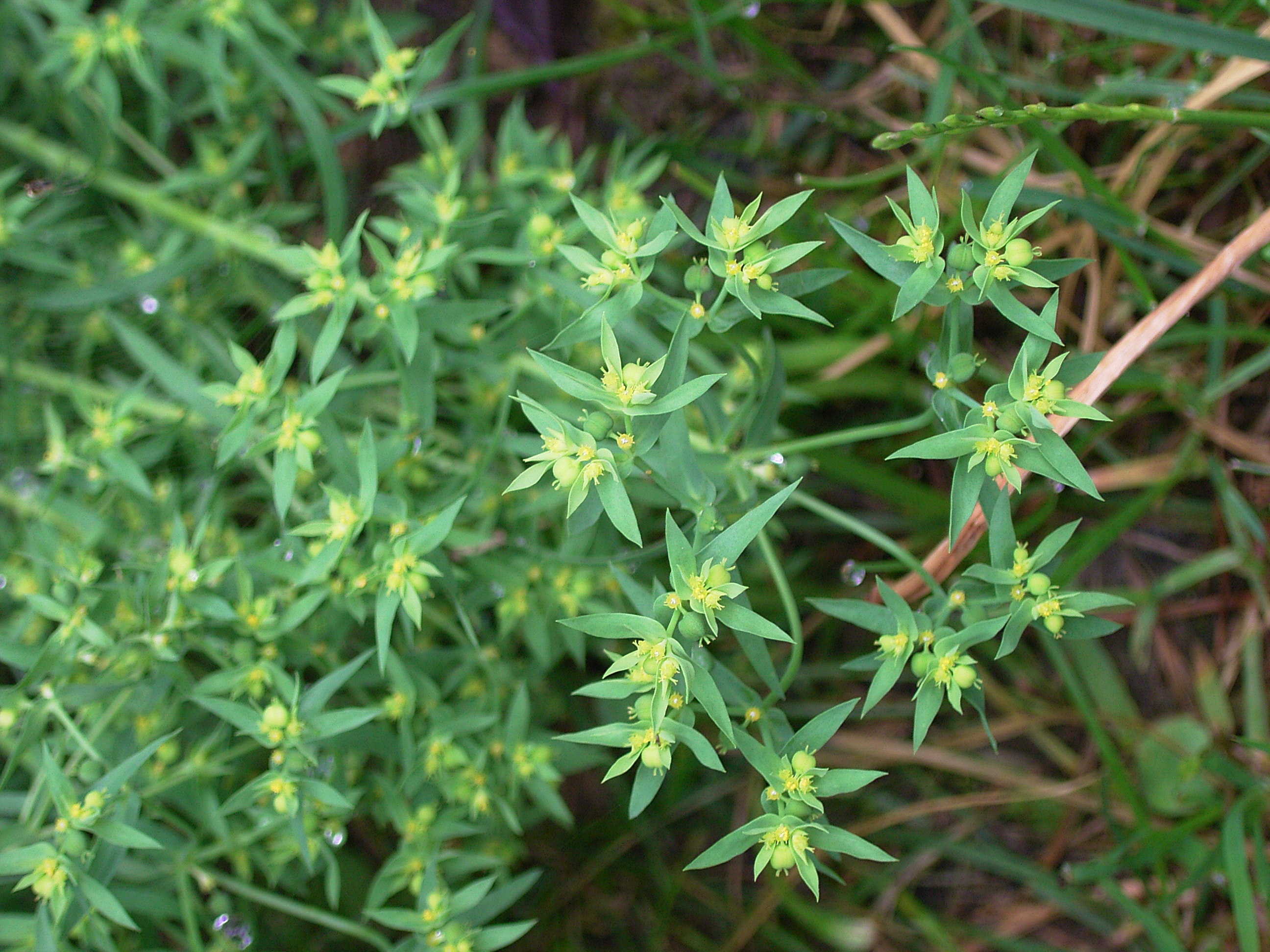
Соцветия с плодами

Растение 5—20(25) см высотой, голое.
Корень тонко-веретеновидный.
Стебли благодаря ветвящемуся основанию чаще в числе нескольких или многочисленные, прямостоячие, приподнимающиеся или лежачие, тонкие, круглые, жёлто-зелёные, иногда красноватые, густо олиственные, большей частью ветвистые, наверху большей частью с 1—5 пазушными цветоносами (0,3—4 см длиной), а ниже часто с многочисленными, более-менее развитыми олиственными ветвями.
Стеблевые листья торчащие, сидячие, нижние более мелкие, тупые, иногда трёхзубчатые, часто супротивные, верхние постепенно снизу возрастающие, всегда очерёдные, острые, 0,6—2,3 см длиной, 0,5—1,5 мм шириной, жёлто-зелёные, плёнчатые.
Верхушечные цветоносы в числе 3 или 5 (редко 4), 0,4—1,5 см длиной, как и пазушные — на конце раз или чаще многократно вильчтато-двураздельные. Листочки обёртки из расширенного, иногда слегка сердцевидно-ушковидного основания линейно-ланцетовидные, 0,7—2 см длиной, 1—2,5 мм шириной, острые или тупые; листочки обёрточек сидячие, из расширенного, нередко слегка сердцевидного основания широко-линейные или треугольно-ланцетовидные, 5—10 мм длиной, 1,5—2,5 мм шириной, острые или тупые или выемчатые; бокальчик кубарчатый, 0,6—0,8 мм длиной и шириной, в зеве волосистый, с яйцевидными зубчатыми лопастями. Нектарники в числе 4, жёлтые, полулунные, поперёк более широкие, с расходящимися рожками из ткани бокальчика, немного более короткими, чем ширина нектарника. Столбики 0,4—0,6 мм длиной, свободные, глубоко-двунадрезанные. Цветёт со второй половины мая по сентябрь.
Плод — трёхгранный-яйцевидный трёхорешник, 1,8—2 мм длиной и шириной, трёхбороздчатый, гладкий или почти гладкий, голый, с округлёнными лопастями. Семена яйцевидные, четырёхгранные, 1,2—1,4 мм длиной, 0,9—1 мм шириной, мелко-бугорчатые, желтовато-белые, впоследствии буро-чёрные с рассеянными белыми бугорками, с небольшим, сидячим, почковидным придатком.
Вид описан из Западной Европы, из посевов.

## Местообитание
Европа: Дания, Финляндия, Ирландия, Норвегия, Швеция, Великобритания, Австрия, Бельгия, Чехословакия, Германия, Венгрия, Нидерланды, Польша, Швейцария, Албания, Болгария, Югославия, Греция (включая Крит), Италия (включая Сардинию и Сицилию), Мальта, Румыния, Франция (включая Корсику), Португалия, Испания (включая Балеарские острова); территория бывшего СССР: Белоруссия, Эстония, Латвия, Литва, Европейская часть России (юг), Украина, Кавказ (Грузия); Азия: Кипр, Иран (север), Израиль, Иордания, Ливан, Сирия, Турция; Северная Африка: Алжир, Египет, Ливия, Марокко, Тунис; Макронезия: Мадейра.
Растёт по глинистым пашням, жнивью, пустошам, обочинам дорог, на щебне, на равнине и в предгорьях.

## Таксономия
|  |                                      |  |                                                             |                                                             |                      |  | ещё 36 семейств (согласно Системе APG II), в том числе Маковые | ещё 36 семейств (согласно Системе APG II), в том числе Маковые |                         |  |  |  | ещё ≈2000 видов |
|  |                                      |  |                                                             |                                                             |                      |  | ещё 36 семейств (согласно Системе APG II), в том числе Маковые | ещё 36 семейств (согласно Системе APG II), в том числе Маковые |                         |  |  |  | ещё ≈2000 видов |
|  |                                      |  |                                                             | порядок Мальпигиецветные                                    |                      |  |                                                                |                                                                | род Молочай (Euphorbia) |  |  |  |                 |
|  |                                      |  |                                                             | порядок Мальпигиецветные                                    |                      |  |                                                                |                                                                | род Молочай (Euphorbia) |  |  |  |                 |
|  | отдел Цветковые, или Покрытосеменные |  |                                                             |                                                             | семейство Молочайные |  |                                                                |                                                                | вид Молочай малый       |  |  |  |                 |
|  | отдел Цветковые, или Покрытосеменные |  |                                                             |                                                             | семейство Молочайные |  |                                                                |                                                                |                         |  |  |  |                 |
|  |                                      |  | ещё 44 порядка цветковых растений (согласно Системе APG II) | ещё 44 порядка цветковых растений (согласно Системе APG II) |                      |  |                                                                | ещё >300 родов                                                 | ещё >300 родов          |  |  |  |                 |
|  |                                      |  |                                                             | ещё 44 порядка цветковых растений (согласно Системе APG II) |                      |  |                                                                |                                                                | ещё >300 родов          |  |  |  |                 |